# Eleusinos
Eleusinos (altgriechisch Ἐλευσῖνος Eleusínos), Eleusis (Ἐλευσίς Eleusís) oder Eleusius ist in der griechischen Mythologie der eponyme Heros der Stadt Eleusis.
Er ist der Sohn des Hermes und der Okeanide Daeira (auch ein Beiname der Demeter). Mit Kothonea hat er den Sohn Triptolemos. Als Demeter in der Nacht den Triptolemos ins Feuer hält, um ihn unsterblich zu machen, wird sie von Eleusinos gestört. Als er in entsetztes Geschrei ausbricht, da er meint, sein Sohn würde verbrannt, tötet ihn die Göttin.